# UFC 229
UFC 229: Khabib vs. McGregor — турнир по смешанным единоборствам, который был проведён 6 октября 2018 года на «Ти-Мобайл-арене» в Парадизе, штат Невада, пригородная территория Лас-Вегаса. Главным событием турнира стал бой Хабиба Нурмагомедова против Конора Макгрегора, в котором Хабиб Нурмагомедов одержал победу над Конором Макгрегором удушающим приемом. Доходы от поединка россиянина с ирландцем составили $86,4 млн, что является рекордом на сегодняшний день.

## История турнира
Ожидалось, что «гвоздём» турнира станет поединок в лёгком весе между действующим чемпионом Хабибом Нурмагомедовым и бывшим чемпионом в полулёгком и лёгком весе Конором Макгрегором.
Макгрегор завоевал титул чемпиона в лёгком весе на UFC 205, когда был действующим чемпионом в полулёгком весе. Он так и не получил титул чемпиона, так как в 2017 году взял отпуск из-за рождения своего первого сына, а позже отважился на боксёрский поединок против Флойда Мэйвезера-младшего, в котором проиграл. Первоначально UFC планировала промежуточный бой между Нурмагомедовым и победителем TUF 13 Тони Фергюсоном, но он был отменён из-за того, что у россиянина возникли медицинские проблемы в день взвешивания, связанные с его весом. Фергюсон в конце концов выиграл промежуточный титул в UFC 216 против Кевина Ли. Затем Фергюсон должен был встретиться с Нурмагомедовым на UFC 223, где победитель будет признан бесспорным чемпионом (так как Макгрегор будет лишён титула сразу после боя). В свою очередь, он был отменён ещё раз (в четвёртый раз), так как Фергюсон получил травму и после череды замен соперника Нурмагомедов в конечном итоге выиграл вакантный титул в бою с Элом Яквинтой. Этот кард также был отмечен нападением на автобус в исполнении Макгрегора и его подручных, причем среди участников инцидента несколько человек должны были участвовать в турнире (включая Нурмагомедова и двух его товарищей по команде).
Бой между Жусиером Формигой и Серхио Петтисом был запланирован на январь 2017 г. (UFC FN 103: Родригес — Пенн). Однако Формига не вышел на поединок по нераскрытым причинам. Бой был перенесён на этот турнир.

## Скандал после боя Нурмагомедов — Макгрегор
Сразу же после остановки поединка Нурмагомедов перелез через октагон и устроил потасовку с Диллоном Дэнисом, членом команды Макгрегора который сказал что-то оскорбительное Хабибу. Следуя за ним Конор Макгрегор и двоюродный брат Хабиба Абубакар Нурмагомедов оба попытались перелезть через октагон. В момент перелезания клетки Конор ударил Абубакара, из-за чего у этих двоих началась перепалка, потом на Макгрегора напали ещё несколько членов команды Нурмагомедова в октагоне. В зале началась массовая драка, к октагону поспешили полицейские и сотрудники охраны UFC. Нурмагомедов был объявлен победителем без бойцов, но чемпионский пояс не был ему вручен из-за возможности распространения конфликта. Оба бойца покинули арену.
После инцидента денежная выплата Нурмагомедова за поединок была задержана Атлетической комиссией штата Невада (NSAC) до расследований его действий. Один из двух человек напавших на Макгрегора в октагоне оказался член команды Нурмагомедова, чеченский боец Зубайра Тухугов, который должен выступить 27 октября 2018 года на UFC Fight Night: Volkan vs. Smith против Артёма Лобова, члена команды Макгрегора, у которого была стычка с Хабибом Нурмагомедовым в апреле этого года. На пресс-конференции глава UFC Дэйна Уайт сообщил, что три члена команды Хабиба Нурмагомедова, включая менеджера Ризвана Магомедова, были арестованы, но вскоре их отпустили. Также он сообщил, что Хабиб может быть оштрафован или же дисквалифицирован, а если боец будет отстранен на долгий срок, то UFC будет вынужден лишить Нурмагомедова чемпионского титула. Кроме того, отвечая на вопрос о бойцах Тухугове и Махачеве, Уайт заявил, что «те, кто запрыгнули в октагон, никогда не будут биться в UFC».
После боя Нурмагомедов дал интервью, извинился перед NSAC и заявил, что его на эти действия спровоцировали оскорбления членов команды Макгрегора в адрес его семьи, нации и религии, а также инцидент с автобусом перед UFC 223. Позже Нурмагомедов сообщил СМИ, что его спровоцировал ряд оскорблений, услышанных от Дэниса во время поединка, включая оскорбления по религиозному признаку. Однако Дэнис отрицает, что произносил какие-либо оскорбления насчет религии Нурмагомедова во время боя, но президент UFC подтвердил о том что слышал оскорбления от Дэниса.
В свою очередь в NSAC заявили, что подадут официальную жалобу как на Макгрегора, так и на Нурмагомедова. 12 октября они объявили, что Нурмагомедов и Макгрегор получили временное отстранение сроком на десять дней с 15 октября. После завершения расследования NSAC провела ещё одно заседание 24 октября, где был решен вопрос о дальнейшей судьбе этих бойцов.
В результате Атлетическая комиссия штата Невада приняла решение дисквалифицировать на девять месяцев Нурмагомедова c выплатой $500 тысяч штрафа, а также дисквалифицировать Макгрегора на 6 месяцев и оштрафовать его на 50 тысяч долларов США.

## Бои
| Номер боя | Категория               | Основные бои                         | Основные бои | Основные бои     | Способ                                               | Раунд | Время | Примечание                              |
| 12        | Лёгкий веc              | Хабиб Нурмагомедов (ч)               | Поб.         | Конор Макгрегор  | Удушающий прием                                      | 4     | 3:53  | Бой за титул чемпиона UFC в лёгком весе |
| 11        | Лёгкий вес              | Тони Фергюсон                        | поб.         | Энтони Петтис    | Технический нокаут (остановлен секундантом)          | 2     | 5:00  |                                         |
| 10        | Полутяжёлый вес         | Доминик Рейес                        | поб.         | Овинс Сен-Прё    | Единогласное решение (30-27, 30-27, 30-27)           | 3     | 5:00  |                                         |
| 9         | Тяжёлый вес             | Деррик Льюис                         | поб.         | Александр Волков | Нокаут (удары)                                       | 3     | 4:49  |                                         |
| 8         | Женский минимальный вес | Мишель Уотерсон                      | поб.         | Фелис Херриг     | Единогласное решение (30-26, 29-28, 30-27)           | 3     | 5:00  |                                         |
|           |                         | Предварительные бои (Fox Sports 1)   |              |                  |                                                      |       |       |                                         |
| 7         | Наилегчайший вес        | Жусиер Формига                       | поб.         | Серхио Петтис    | Единогласное решение (30-26, 29-28, 29-28)           | 3     | 5:00  |                                         |
| 6         | Полусредний вес         | Висенте Луке                         | поб.         | Джалин Тёрнер    | Нокаут (удары)                                       | 1     | 3:52  |                                         |
| 5         | Женский легчайший вес   | Аспен Лэдд                           | поб.         | Тоня Эвинджер    | Технический нокаут (удары)                           | 1     | 3:26  |                                         |
| 4         | Лёгкий вес              | Скотт Хольцман                       | поб.         | Алан Патрик      | Нокаут (удары локтями)                               | 3     | 3:42  |                                         |
|           |                         | Предварительные бои (UFC Fight Pass) |              |                  |                                                      |       |       |                                         |
| 3         | Женский легчайший вес   | Яна Куницкая                         | поб.         | Лина Ландсберг   | Единогласное решение (30-27, 30-27, 30-27)           | 3     | 5:00  |                                         |
| 2         | Лёгкий вес              | Ник Ленц                             | поб.         | Грей Мейнард     | Технический нокаут (удар ногой в голову и добивание) | 2     | 1:19  |                                         |
| 1         | Полусредний вес         | Тони Мартин                          | поб.         | Райан Лафлейр    | Нокаут (удар ногой в голову и добивание)             | 3     | 1:00  |                                         |

## Награды
Следующие бойцы получили бонусные выплаты в размере $50 000:
- Лучший бой вечера: Тони Фергюсон против Энтони Петтиса
- Выступление вечера: Деррик Льюис и Аспен Лэдд

## Выплаты
Ниже приводятся суммы официальных выплат, опубликованные Атлетической Комиссией штата Невада. Они не включают спонсорских денег, прибыли за продажу платных трансляций и призовых за награды. Общая выплата на мероприятие $6,636,000.
- Хабиб Нурмагомедов: $2,000,000 (нет победных бонусов) поб. Конор Макгрегор: $3,000,000
- Тони Фергюсон: $155,000 (включая бонус за победу $5,000) поб. Энтони Петтис: $145,000
- Доминик Рейес: $90,000 (включая бонус за победу $45,000) поб. Овинс Сен-Прё: $86,000
- Деррик Льюис: $270,000 (включая бонус за победу $135,000) поб. Александр Волков: $75,000
- Мишель Уотерсон: $100,000 (включая бонус за победу $50,000) поб. Феликс Херриг: $40,000
- Жусиер Формига: $86,000 (включая бонус за победу $43,000) поб. Серхио Петтис: $46,000
- Висенте Луке: $76,000 (включая бонус за победу $38,000) поб. Джалин Тёрнер: $10,000
- Аспен Лэдд: $24,000 (включая бонус за победу $12,000) поб. Тоня Эвингер: $30,000
- Скотт Хольцман: $60,000 (включая бонус за победу $30,000) поб. Алан Патрик: $30,000
- Яна Куницкая: $50,000 (включая бонус за победу $25,000) поб. Лина Ленсберг: $20,000
- Ник Ленц: $100,000 (включая бонус за победу $50,000) поб. Грей Мейнард: $54,000
- Тони Мартин: $56,000 (включая бонус за победу $28,000) поб. Райан Лафлейр: $33,000